# سينما الرأس الأخضر

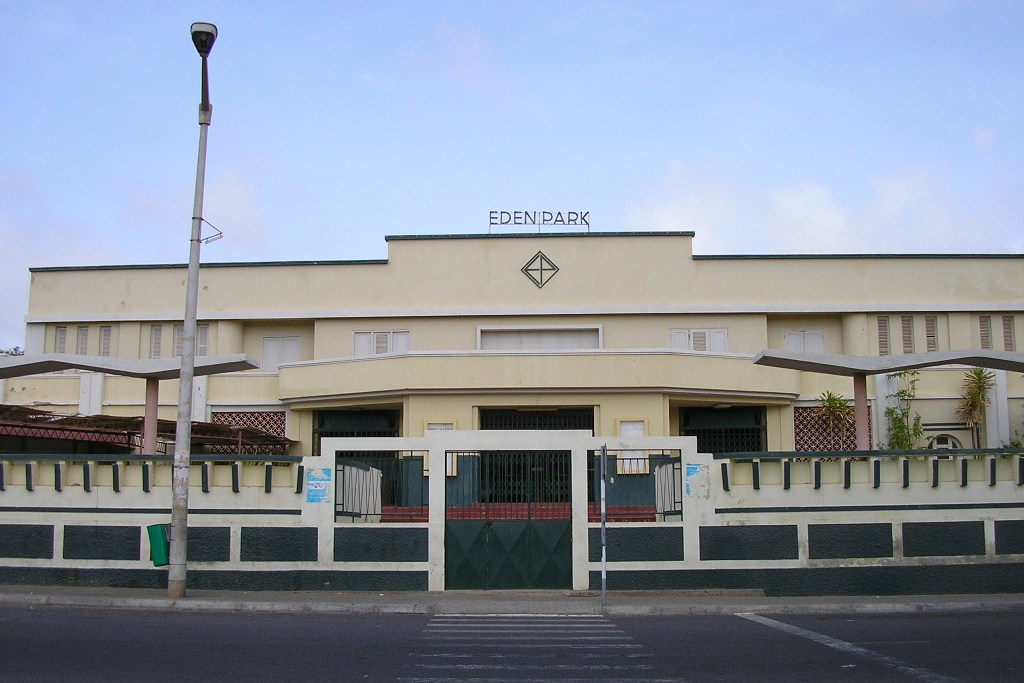
إيدن بارك، أول دار تصوير وسينما في الرأس الأخضر

يعود تاريخ السينما في الرأس الأخضر إلى وصول صانعي الأفلام في أوائل القرن العشرين. تم إنشاء أول دور سينما في منديلو حوالي عام 1922، ويُدعى إيدن بارك (Eden Park).
يوجد في البلاد مهرجانين سينمائيين: مهرجان كابو فيردي السينمائي الدولي (CVIFF)، والذي يقام كل عام في جزيرة سال، وقد أُقيمت نسخته الأولى سنة 2010. ثم مهرجان برايا السينمائي الدولي في جزيرة سانتياغو، حيث أُقيمت الطبعة الأولى في عام 2014.